# Горња Бебрина
Горња Бебрина је насељено место у саставу општине Клакар у Бродско-посавској жупанији, Република Хрватска.

## Историја
До територијалне реорганизације у Хрватској налазила се у саставу старе општине Славонски Брод.

## Становништво
На попису становништва 2011. године, Горња Бебрина је имала 487 становника.

## Попис1991.
На попису становништва 1991. године, насељено место Горња Бебрина је имало 503 становника, следећег националног састава:
| Попис 1991.‍ | Попис 1991.‍ | Попис 1991.‍ | Попис 1991.‍ | Попис 1991.‍ |
| ----------- | ----------- | ----------- | ----------- | ----------- |
|             |             |             |             |             |
| Хрвати      | Хрвати      |             | 502         | 99,80%      |
| Југословени | Југословени |             | 1           | 0,19%       |
| укупно: 503 |             |             |             |             |